# Frédéric Cottier
Pour les articles homonymes, voir Cottier (homonymie).
Frédéric Cottier, né le 5 février 1954 à Neuilly-sur-Seine, est un cavalier français, médaillé de bronze aux Jeux olympiques.

## Biographie
Frédéric Cottier participe à deux éditions des Jeux olympiques, ceux de 1984 se tenant à Los Angeles et ceux de 1988 se déroulant à Séoul. C'est en Corée du Sud qu'il remporte la médaille de bronze par équipe en saut d'obstacles.

## Décorations
- Commandeur de l'ordre du Mérite agricole (arrêté du 14 juillet 2016)